# Iruste
Iruste – wieś w Estonii, w prowincji Sarema, w gminie Pöide.